# Масове вбивство в школі Вільнюса
Ма́сове вби́вство в шко́лі Ві́льнюса — масове убивство із застосуванням вогнепальної зброї, що сталося 6 травня 1925 року в гімназії імені Йоахіма Левеля у Вільнюсі.
Під час випускних іспитів, близько 11 години ранку, щонайменше двоє учнів восьмого класу вчинили напад на екзаменаційну комісію з револьверами і ручними гранатами, вбивши двох учнів, одного вчителя і себе.
Стрілянина у Вільнюсі стала першим масовим убивством у школі на території Польської Республіки, до складу якої на той час входив Вільнюс.

## Перебіг подій
Після стрілянини багато газет по всьому світу повідомляли різні версії цього інциденту. Британська щоденна газета The Times стверджувала, що до стрілянини причетні двоє учнів, ідентифікованих як Станіслав Лавринович та Януш Обромпальський. Згідно зі статтею, Лавринович відкрив вогонь з револьвера по викладачах закладу освіти після того, як дізнався, що провалив іспити. Майже одразу інші учні намагалися його роззброїти. Тоді Лавринович кинув ручну гранату, яка вбила його та кількох інших учнів.  
Відразу після цього Обромпальський, його друг, підвівся зі свого місця й кілька разів вистрелив у викладачів, поранивши професора і кількох студентів, а потім кинув ручну гранату, що не вибухнула. Після цього він наклав на себе руки.  
Внаслідок нападу, включно з самими нападниками, вбито п'ять осіб, з яких один — професор. Шестеро учнів, а також директор школи були поранені. Пізніше в одному з класів гімназії знайшли бомбу, достатньо велику, щоб підірвати будівлю школи.  
Згідно зі статтею в Neue Freie Presse, напад вчинили троє студентів, ідентифікованих як Станіслав Лавринович, Януш Обромпальський і Тадеуш Доманський, який в інших повідомленнях також називався Орманським. Газета повідомляла, що Лавринович зробив кілька пострілів у директора Беганського після того, як більшість учнів відмовилися брати участь в іспитах. Водночас Обромпальський почав стріляти у вчителів. Доманський спробував кинути бомбу в групу вчителів, яка вислизнула з його рук і вибухнула біля його ніг, вбивши його самого, двох інших нападників і четвертого учня на прізвище Загорський. Під час нападу був смертельно поранений директор Беганський, професор Янковський, а також семеро інших студентів зазнали важких поранень.

## Нападники та мотив
Згідно з британською статтею в газеті The Times, Януш Лавринович був членом організації, що підтримувала Юзефа Пілсудського в умовах зовнішньополітичної кризи в Польщі.
В ході розслідування після стрілянини було виявлено, що учні гімназії утворили комуністичну молодіжну організацію, аби «протистояти жорсткому керівництву школою з боку директора». Члени цієї організації зустрілися за день до іспитів у таверні, щоб обговорити свої подальші дії. Висловлювалися також думки, що той факт, що учні мали при собі зброю військового зразка може свідчити про те, що нападники могли контактувати з радянськими агентами, засланими до Польщі для проведення диверсійних і шпигунських операцій.
Однак найімовірнішим мотивом був поганий психічний стан обох нападників, які не змогли пристосуватися до шкільного способу життя після пережитого під час війни: Януш Лавринович брав активну участь у польсько-радянській війні, а Обромпальський втратив усе майно.